# 28. Dáil
Der 28.  Dáil wurde am 6. Juni 1997 gewählt. Insgesamt 166 Abgeordnete (Teachtaí Dála) wurden in 39 Wahlkreisen mit dem Verfahren der übertragbaren Einzelstimmgebung (single transferable vote) bestimmt.

## Wahlausgang
siehe: Wahlen zum Dáil Éireann 1997

Sitzverteilung im 28. Dáil

Fianna Fáil und Fine Gael waren die stärksten Kräfte im Dáil. 
Der Dáil Éireann kam erstmals am 26. Juni 1997 zur konstituierenden Sitzung zusammen. Als Vorsitzender des Dáils (Ceann Comhairle) wurde Séamus Pattison (Irish Labour Party) ernannt. Seine Vertretung (Leas-Cheann Comhairle) wurde Rory O’Hanlon (Fianna Fáil).
Bertie Ahern wurde zum Taoiseach gewählt. Er bildete die Regierung Ahern I, die von Fianna Fáil und Progressive Democrats getragen wurde. Mary Harney wurde Tánaiste.
Oppositionsführer (Ceannaire an Fhreasúra) wurde Michael Noonan von der Fine Gael.
| Partei | Partei                | Vorsitzende/r im Dáil                     | Juni 1997: gewählte Teachtaí Dála | Apr. 2002: Teachtaí Dála | Veränderung |
| ------ | --------------------- | ----------------------------------------- | --------------------------------- | ------------------------ | ----------- |
|        | Fianna Fáil           | Bertie Ahern zugleich Taoiseach           | 77                                | 73                       | −4          |
|        | Fine Gael             | Michael Noonan zugleich Oppositionsführer | 54                                | 54                       | −           |
|        | Labour Party          | Ruairi Quinn                              | 17                                | 20                       | +3          |
|        | Progressive Democrats | Mary Harney                               | 4                                 | 4                        |             |
|        | Democratic Left       | Proinsias De Rossa                        | 4                                 | −                        | −4          |
|        | Green Party           | (Kollektiv)                               | 2                                 | 2                        | –           |
|        | Sinn Féin             | Gerry Adams                               | 1                                 | 1                        | –           |
|        | Socialist Party       | Joe Higgins                               | 1                                 | 1                        | −           |
|        | Unabhängige           |                                           | 6                                 | 10                       | +4          |
|        | Ceann Comhairle       |                                           | −                                 | 1                        | +1          |
| Gesamt | Gesamt                | 166                                       | 166                               | 166                      | –           |

## Teachtaí Dála
| Wahlkreis            | Name                    | Partei (Teilgruppe) | Partei (Teilgruppe)     | Partei (Teilgruppe)     | Partei (Teilgruppe)                                              | Im Amt seit       |
| Wahlkreis            | Name                    | Zu Beginn des Dáil  | Zu Beginn des Dáil      | Zum Ende des Dáil       | Zum Ende des Dáil                                                | Im Amt seit       |
| -------------------- | ----------------------- | ------------------- | ----------------------- | ----------------------- | ---------------------------------------------------------------- | ----------------- |
| Carlow–Kilkenny      | John Browne             |                     | Fine Gael               | Fine Gael               | Fine Gael                                                        | 29. Juni 1989     |
| Carlow–Kilkenny      | John McGuinness         |                     | Fianna Fáil             | Fianna Fáil             | Fianna Fáil                                                      | 26. Juni 1997     |
| Carlow–Kilkenny      | Séamus Pattison         |                     | Labour                  |                         | Ceann Comhairle                                                  | 11. Oktober 1961  |
| Carlow–Kilkenny      | Phil Hogan              |                     | Fine Gael               | Fine Gael               | Fine Gael                                                        | 29. Juni 1989     |
| Carlow–Kilkenny      | Liam Aylward            |                     | Fianna Fáil             | Fianna Fáil             | Fianna Fáil                                                      | 26. Juni 1997     |
| Cavan–Monaghan       | Andrew Boylan           |                     | Fine Gael               | Fine Gael               | Fine Gael                                                        | 10. März 1987     |
| Cavan–Monaghan       | Seymour Crawford        |                     | Fine Gael               | Fine Gael               | Fine Gael                                                        | 14. Dezember 1992 |
| Cavan–Monaghan       | Brendan Smith           |                     | Fianna Fáil             | Fianna Fáil             | Fianna Fáil                                                      | 14. Dezember 1992 |
| Cavan–Monaghan       | Rory O’Hanlon           |                     | Fianna Fáil             | Fianna Fáil             | Fianna Fáil                                                      | 5. Juli 1977      |
| Cavan–Monaghan       | Caoimhghín Ó Caoláin    |                     | Sinn Féin               | Sinn Féin               | Sinn Féin                                                        | 26. Juni 1997     |
| Clare                | Donal Carey             |                     | Fine Gael               | Fine Gael               | Fine Gael                                                        | 9. März 1982      |
| Clare                | Brendan Daly            |                     | Fianna Fáil             | Fianna Fáil             | Fianna Fáil                                                      | 26. Juni 1997     |
| Clare                | Tony Killeen            |                     | Fianna Fáil             | Fianna Fáil             | Fianna Fáil                                                      | 14. Dezember 1992 |
| Clare                | Síle de Valera          |                     | Fianna Fáil             | Fianna Fáil             | Fianna Fáil                                                      | 10. März 1987     |
| Cork East            | Michael Ahern           |                     | Fianna Fáil             | Fianna Fáil             | Fianna Fáil                                                      | 9. März 1982      |
| Cork East            | Paul Bradford           |                     | Fine Gael               | Fine Gael               | Fine Gael                                                        | 29. Juni 1989     |
| Cork East            | David Stanton           |                     | Fine Gael               | Fine Gael               | Fine Gael                                                        | 26. Juni 1997     |
| Cork East            | Ned O’Keeffe            |                     | Fianna Fáil             | Fianna Fáil             | Fianna Fáil                                                      | 14. Dezember 1982 |
| Cork North-Central   | Liam Burke              |                     | Fine Gael               | Fine Gael               | Fine Gael                                                        | 14. Dezember 1992 |
| Cork North-Central   | Bernard Allen           |                     | Fine Gael               | Fine Gael               | Fine Gael                                                        | 30. Juni 1981     |
| Cork North-Central   | Noel O’Flynn            |                     | Fianna Fáil             | Fianna Fáil             | Fianna Fáil                                                      | 26. Juni 1997     |
| Cork North-Central   | Billy Kelleher          |                     | Fianna Fáil             | Fianna Fáil             | Fianna Fáil                                                      | 26. Juni 1997     |
| Cork North-Central   | Dan Wallace             |                     | Fianna Fáil             | Fianna Fáil             | Fianna Fáil                                                      | 14. Dezember 1982 |
| Cork North-West      | Michael Creed           |                     | Fine Gael               | Fine Gael               | Fine Gael                                                        | 29. Juni 1989     |
| Cork North-West      | Donal Moynihan          |                     | Fianna Fáil             | Fianna Fáil             | Fianna Fáil                                                      | 14. Dezember 1992 |
| Cork North-West      | Michael Moynihan        |                     | Fianna Fáil             | Fianna Fáil             | Fianna Fáil                                                      | 26. Juni 1997     |
| Cork South-Central   | Hugh Coveney            |                     | Fine Gael               |                         | verstorben am 14. März 1998                                      | 10. November 1994 |
| Cork South-Central   | Simon Coveney           |                     |                         |                         | Fine Gael Nachwahl für Hugh Coveney                              | 3. November 1998  |
| Cork South-Central   | Micheál Martin          |                     | Fianna Fáil             | Fianna Fáil             | Fianna Fáil                                                      | 29. Juni 1989     |
| Cork South-Central   | John Dennehy            |                     | Fianna Fáil             | Fianna Fáil             | Fianna Fáil                                                      | 26. Juni 1997     |
| Cork South-Central   | Batt O’Keeffe           |                     | Fianna Fáil             | Fianna Fáil             | Fianna Fáil                                                      | 14. Dezember 1992 |
| Cork South-Central   | Deirdre Clune           |                     | Fine Gael               | Fine Gael               | Fine Gael                                                        | 26. Juni 1997     |
| Cork South-West      | Jim O’Keeffe            |                     | Fine Gael               | Fine Gael               | Fine Gael                                                        | 5. Juli 1977      |
| Cork South-West      | Patrick Joseph Sheehan  |                     | Fine Gael               | Fine Gael               | Fine Gael                                                        | 30. Juni 1981     |
| Cork South-West      | Joe Walsh               |                     | Fianna Fáil             | Fianna Fáil             | Fianna Fáil                                                      | 9. März 1982      |
| Donegal North-East   | Harry Blaney            |                     | Independent Fianna Fáil | Independent Fianna Fáil | Independent Fianna Fáil                                          | 29. Juni 1997     |
| Donegal North-East   | Jim McDaid              |                     | Fianna Fáil             | Fianna Fáil             | Fianna Fáil                                                      | 29. Juni 1997     |
| Donegal North-East   | Cecilia Keaveney        |                     | Fianna Fáil             | Fianna Fáil             | Fianna Fáil                                                      | 2. April 1996     |
| Donegal South-West   | Dinny McGinley          |                     | Fine Gael               | Fine Gael               | Fine Gael                                                        | 9. März 1982      |
| Donegal South-West   | Mary Coughlan           |                     | Fianna Fáil             | Fianna Fáil             | Fianna Fáil                                                      | 10. März 1987     |
| Donegal South-West   | Tom Gildea              |                     | Independent             | Independent             | Independent                                                      | 26. Juni 1997     |
| Dublin Central       | Bertie Ahern            |                     | Fianna Fáil             | Fianna Fáil             | Fianna Fáil                                                      | 5. Juli 1977      |
| Dublin Central       | Jim Mitchell            |                     | Fine Gael               | Fine Gael               | Fine Gael                                                        | 5. Juli 1977      |
| Dublin Central       | Tony Gregory            |                     | Independent             | Independent             | Independent                                                      | 9. März 1982      |
| Dublin Central       | Marian McGennis         |                     | Fianna Fáil             | Fianna Fáil             | Fianna Fáil                                                      | 26. Juni 1997     |
| Dublin North         | Ray Burke               |                     | Fianna Fáil             |                         | Rücktritt am 7. Oktober 1997                                     | 4. März 1973      |
| Dublin North         | Thomas Wright           |                     | Fianna Fáil             | Fianna Fáil             | Fianna Fáil                                                      | 26. Juni 1997     |
| Dublin North         | Nora Owen               |                     | Fine Gael               | Fine Gael               | Fine Gael                                                        | 29. Juni 1989     |
| Dublin North         | Seán Ryan               |                     |                         |                         | Labour Nachwahl für Ray Burke                                    | 11. März 1998     |
| Dublin North         | Trevor Sargent          |                     | Green Party             | Green Party             | Green Party                                                      | 14. Dezember 1992 |
| Dublin North-Central | Richard Bruton          |                     | Fine Gael               | Fine Gael               | Fine Gael                                                        | 9. März 1982      |
| Dublin North-Central | Derek McDowell          |                     | Labour                  | Labour                  | Labour                                                           | 14. Dezember 1992 |
| Dublin North-Central | Seán Haughey            |                     | Fianna Fáil             | Fianna Fáil             | Fianna Fáil                                                      | 14. Dezember 1992 |
| Dublin North-Central | Ivor Callely            |                     | Fianna Fáil             | Fianna Fáil             | Fianna Fáil                                                      | 29. Juni 1989     |
| Dublin North-East    | Martin Brady            |                     | Fianna Fáil             | Fianna Fáil             | Fianna Fáil                                                      | 26. Juni 1997     |
| Dublin North-East    | Tommy Broughan          |                     | Labour                  | Labour                  | Labour                                                           | 14. Dezember 1992 |
| Dublin North-East    | Michael Woods           |                     | Fianna Fáil             | Fianna Fáil             | Fianna Fáil                                                      | 5. Juli 1977      |
| Dublin North-East    | Michael Joe Cosgrave    |                     | Fianna Fáil             | Fianna Fáil             | Fianna Fáil                                                      | 26. Juni 1997     |
| Dublin North-West    | Noel Ahern              |                     | Fianna Fáil             | Fianna Fáil             | Fianna Fáil                                                      | 14. Dezember 1992 |
| Dublin North-West    | Pat Carey               |                     | Fianna Fáil             | Fianna Fáil             | Fianna Fáil                                                      | 26. Juni 1997     |
| Dublin North-West    | Róisín Shortall         |                     | Labour                  | Labour                  | Labour                                                           | 14. Dezember 1992 |
| Dublin North-West    | Proinsias De Rossa      |                     | Democratic Left         |                         | Labour Beitritt der Democratic Left zu Labour am 24. Januar 1999 | 14. Dezember 1992 |
| Dublin South         | Liz O’Donnell           |                     | Progressive Democrats   | Progressive Democrats   | Progressive Democrats                                            | 14. Dezember 1992 |
| Dublin South         | Olivia Mitchell         |                     | Fine Gael               | Fine Gael               | Fine Gael                                                        | 26. Juni 1997     |
| Dublin South         | Alan Shatter            |                     | Fine Gael               | Fine Gael               | Fine Gael                                                        | 30. Juni 1981     |
| Dublin South         | Séamus Brennan          |                     | Fianna Fáil             | Fianna Fáil             | Fianna Fáil                                                      | 30. Juni 1981     |
| Dublin South         | Tom Kitt                |                     | Fianna Fáil             | Fianna Fáil             | Fianna Fáil                                                      | 10. März 1987     |
| Dublin South-Central | Gay Mitchell            |                     | Fine Gael               | Fine Gael               | Fine Gael                                                        | 30. Juni 1981     |
| Dublin South-Central | Pat Upton               |                     | Labour                  |                         | verstorben am 22. Februar 1999                                   | 14. Dezember 1992 |
| Dublin South-Central | Mary Upton              |                     |                         |                         | Labour Nachwahl für Pat Upton                                    | 27. Oktober 1999  |
| Dublin South-Central | Ben Briscoe             |                     | Fianna Fáil             | Fianna Fáil             | Fianna Fáil                                                      | 21. April 1965    |
| Dublin South-Central | Seán Ardagh             |                     | Fianna Fáil             | Fianna Fáil             | Fianna Fáil                                                      | 26. Juni 1997     |
| Dublin South-East    | Frances Fitzgerald      |                     | Fine Gael               | Fine Gael               | Fine Gael                                                        | 14. Dezember 1992 |
| Dublin South-East    | John Gormley            |                     | Green Party             | Green Party             | Green Party                                                      | 26. Juni 1997     |
| Dublin South-East    | Eoin Ryan junior        |                     | Fianna Fáil             | Fianna Fáil             | Fianna Fáil                                                      | 14. Dezember 1992 |
| Dublin South-East    | Ruairi Quinn            |                     | Labour                  | Labour                  | Labour                                                           | 9. März 1982      |
| Dublin South-West    | Brian Hayes             |                     | Fine Gael               | Fine Gael               | Fine Gael                                                        | 26. Juni 1997     |
| Dublin South-West    | Pat Rabbitte            |                     | Democratic Left         |                         | Labour Beitritt der Democratic Left zu Labour am 24. Januar 1999 | 29. Juni 1989     |
| Dublin South-West    | Conor Lenihan           |                     | Fianna Fáil             | Fianna Fáil             | Fianna Fáil                                                      | 26. Juni 1997     |
| Dublin South-West    | Chris Flood             |                     | Fianna Fáil             | Fianna Fáil             | Fianna Fáil                                                      | 10. März 1987     |
| Dublin South-West    | Mary Harney             |                     | Progressive Democrats   | Progressive Democrats   | Progressive Democrats                                            | 30. Juni 1981     |
| Dublin West          | Brian Joseph Lenihan    |                     | Fianna Fáil             | Fianna Fáil             | Fianna Fáil                                                      | 2. April 1996     |
| Dublin West          | Liam Lawlor             |                     | Fianna Fáil             | Fianna Fáil             | Fianna Fáil                                                      | 10. März 1987     |
| Dublin West          | Austin Currie           |                     | Fine Gael               | Fine Gael               | Fine Gael                                                        | 29. Juni 1989     |
| Dublin West          | Joe Higgins             |                     | Socialist Party         | Socialist Party         | Socialist Party                                                  | 26. Juni 1997     |
| Dún Laoghaire        | Monica Barnes           |                     | Fine Gael               | Fine Gael               | Fine Gael                                                        | 26. Juni 1997     |
| Dún Laoghaire        | David Andrews           |                     | Fianna Fáil             | Fianna Fáil             | Fianna Fáil                                                      | 21. April 1965    |
| Dún Laoghaire        | Mary Hanafin            |                     | Fianna Fáil             | Fianna Fáil             | Fianna Fáil                                                      | 26. Juni 1997     |
| Dún Laoghaire        | Eamon Gilmore           |                     | Democratic Left         |                         | Labour Beitritt der Democratic Left zu Labour am 24. Januar 1999 | 29. Juni 1989     |
| Dún Laoghaire        | Seán Barrett            |                     | Fine Gael               | Fine Gael               | Fine Gael                                                        | 30. Juni 1981     |
| Galway East          | Paul Connaughton senior |                     | Fine Gael               | Fine Gael               | Fine Gael                                                        | 30. Juni 1981     |
| Galway East          | Ulick Burke             |                     | Fine Gael               | Fine Gael               | Fine Gael                                                        | 26. Juni 1997     |
| Galway East          | Noel Treacy             |                     | Fianna Fáil             | Fianna Fáil             | Fianna Fáil                                                      | 20. Juli 1982     |
| Galway East          | Michael P. Kitt         |                     | Fianna Fáil             | Fianna Fáil             | Fianna Fáil                                                      | 30. Juni 1981     |
| Galway West          | Pádraic McCormack       |                     | Fine Gael               | Fine Gael               | Fine Gael                                                        | 29. Juni 1989     |
| Galway West          | Michael D. Higgins      |                     | Labour                  | Labour                  | Labour                                                           | 10. März 1987     |
| Galway West          | Bobby Molloy            |                     | Progressive Democrats   | Progressive Democrats   | Progressive Democrats                                            | 21. April 1965    |
| Galway West          | Frank Fahey             |                     | Fianna Fáil             | Fianna Fáil             | Fianna Fáil                                                      | 26. Juni 1997     |
| Galway West          | Éamon Ó Cuív            |                     | Fianna Fáil             | Fianna Fáil             | Fianna Fáil                                                      | 14. Dezember 1992 |
| Kerry North          | Denis Foley             |                     | Fianna Fáil             | Fianna Fáil             | Fianna Fáil                                                      | 14. Dezember 1992 |
| Kerry North          | Jimmy Deenihan          |                     | Fine Gael               | Fine Gael               | Fine Gael                                                        | 10. März 1987     |
| Kerry North          | Dick Spring             |                     | Labour                  | Labour                  | Labour                                                           | 30. Juni 1981     |
| Kerry South          | John O’Donoghue         |                     | Fianna Fáil             | Fianna Fáil             | Fianna Fáil                                                      | 10. März 1987     |
| Kerry South          | Breeda Moynihan-Cronin  |                     | Labour                  | Labour                  | Labour                                                           | 14. Dezember 1992 |
| Kerry South          | Jackie Healy-Rae        |                     | Independent             | Independent             | Independent                                                      | 26. Juni 1997     |
| Kildare North        | Charlie McCreevy        |                     | Fianna Fáil             | Fianna Fáil             | Fianna Fáil                                                      | 5. Juli 1977      |
| Kildare North        | Bernard Durkan          |                     | Fine Gael               | Fine Gael               | Fine Gael                                                        | 14. Dezember 1982 |
| Kildare North        | Emmet Stagg             |                     | Labour                  | Labour                  | Labour                                                           | 10. März 1987     |
| Kildare South        | Jack Wall               |                     | Labour                  | Labour                  | Labour                                                           | 26. Juni 1997     |
| Kildare South        | Seán Power              |                     | Fianna Fáil             | Fianna Fáil             | Fianna Fáil                                                      | 29. Juni 1989     |
| Kildare South        | Alan Dukes              |                     | Fine Gael               | Fine Gael               | Fine Gael                                                        | 30. Juni 1981     |
| Laois–Offaly         | Brian Cowen             |                     | Fianna Fáil             | Fianna Fáil             | Fianna Fáil                                                      | 14. Juni 1984     |
| Laois–Offaly         | Charlie Flanagan        |                     | Fine Gael               | Fine Gael               | Fine Gael                                                        | 10. März 1987     |
| Laois–Offaly         | Seán Fleming            |                     | Fianna Fáil             | Fianna Fáil             | Fianna Fáil                                                      | 26. Juni 1997     |
| Laois–Offaly         | Tom Enright             |                     | Fine Gael               | Fine Gael               | Fine Gael                                                        | 26. Juni 1997     |
| Laois–Offaly         | John Moloney            |                     | Fianna Fáil             | Fianna Fáil             | Fianna Fáil                                                      | 26. Juni 1997     |
| Limerick East        | Michael Noonan          |                     | Fine Gael               | Fine Gael               | Fine Gael                                                        | 30. Juni 1981     |
| Limerick East        | Willie O’Dea            |                     | Fianna Fáil             | Fianna Fáil             | Fianna Fáil                                                      | 9. März 1982      |
| Limerick East        | Eddie Wade              |                     | Fianna Fáil             | Fianna Fáil             | Fianna Fáil                                                      | 26. Juni 1997     |
| Limerick East        | Desmond O’Malley        |                     | Progressive Democrats   | Progressive Democrats   | Progressive Democrats                                            | 22. Mai 1968      |
| Limerick East        | Jim Kemmy               |                     | Labour                  |                         | verstorben am 25. September 1997                                 | 10. März 1997     |
| Limerick East        | Jan O’Sullivan          |                     |                         |                         | Labour Nachwahl für Jim Kemmy                                    | 11. März 1998     |
| Limerick West        | Michael Collins         |                     | Fianna Fáil             | Fianna Fáil             | Fianna Fáil                                                      | 26. Juni 1997     |
| Limerick West        | Michael Finucane        |                     | Fine Gael               | Fine Gael               | Fine Gael                                                        | 29. Juni 1989     |
| Limerick West        | Dan Neville             |                     | Fine Gael               | Fine Gael               | Fine Gael                                                        | 26. Juni 1997     |
| Longford–Roscommon   | Denis Naughten          |                     | Fine Gael               | Fine Gael               | Fine Gael                                                        | 26. Juni 1997     |
| Longford–Roscommon   | Seán Doherty            |                     | Fianna Fáil             | Fianna Fáil             | Fianna Fáil                                                      | 14. Dezember 1992 |
| Longford–Roscommon   | Albert Reynolds         |                     | Fianna Fáil             | Fianna Fáil             | Fianna Fáil                                                      | 14. Dezember 1992 |
| Longford–Roscommon   | Louis Belton            |                     | Fine Gael               | Fine Gael               | Fine Gael                                                        | 26. Juni 1997     |
| Louth                | Dermot Ahern            |                     | Fianna Fáil             | Fianna Fáil             | Fianna Fáil                                                      | 10. März 1987     |
| Louth                | Michael Bell            |                     | Labour                  | Labour                  | Labour                                                           | 14. Dezember 1982 |
| Louth                | Brendan McGahon         |                     | Fine Gael               | Fine Gael               | Fine Gael                                                        | 14. Dezember 1982 |
| Louth                | Séamus Kirk             |                     | Fianna Fáil             | Fianna Fáil             | Fianna Fáil                                                      | 14. Dezember 1982 |
| Mayo                 | Beverley Flynn          |                     | Fianna Fáil             | Fianna Fáil             | Fianna Fáil                                                      | 26. Juni 1997     |
| Mayo                 | Tom Moffatt             |                     | Fianna Fáil             | Fianna Fáil             | Fianna Fáil                                                      | 14. Dezember 1992 |
| Mayo                 | Jim Higgins             |                     | Fine Gael               | Fine Gael               | Fine Gael                                                        | 10. März 1987     |
| Mayo                 | Enda Kenny              |                     | Fine Gael               | Fine Gael               | Fine Gael                                                        | 11. Dezember 1975 |
| Mayo                 | Michael Ring            |                     | Fine Gael               | Fine Gael               | Fine Gael                                                        | 14. Juni 1994     |
| Meath                | John Bruton             |                     | Fine Gael               | Fine Gael               | Fine Gael                                                        | 21. April 1969    |
| Meath                | Mary Wallace            |                     | Fianna Fáil             | Fianna Fáil             | Fianna Fáil                                                      | 29. Juni 1989     |
| Meath                | John Farrelly           |                     | Fine Gael               | Fine Gael               | Fine Gael                                                        | 26. Juni 1997     |
| Meath                | Noel Dempsey            |                     | Fianna Fáil             | Fianna Fáil             | Fianna Fáil                                                      | 10. März 1987     |
| Meath                | Johnny Brady            |                     | Fianna Fáil             | Fianna Fáil             | Fianna Fáil                                                      | 26. Juni 1997     |
| Sligo–Leitrim        | Matt Brennan            |                     | Fianna Fáil             | Fianna Fáil             | Fianna Fáil                                                      | 9. März 1982      |
| Sligo–Leitrim        | John Perry              |                     | Fine Gael               | Fine Gael               | Fine Gael                                                        | 26. Juni 1997     |
| Sligo–Leitrim        | John Ellis              |                     | Fianna Fáil             | Fianna Fáil             | Fianna Fáil                                                      | 10. März 1987     |
| Sligo–Leitrim        | Gerry Reynolds          |                     | Fine Gael               | Fine Gael               | Fine Gael                                                        | 29. Juni 1989     |
| Tipperary North      | Michael Smith           |                     | Fianna Fáil             | Fianna Fáil             | Fianna Fáil                                                      | 10. März 1987     |
| Tipperary North      | Michael O’Kennedy       |                     | Fianna Fáil             | Fianna Fáil             | Fianna Fáil                                                      | 26. Juni 1997     |
| Tipperary North      | Michael Lowry           |                     | Independent             | Independent             | Independent                                                      | 10. März 1987     |
| Tipperary South      | Noel Davern             |                     | Fianna Fáil             | Fianna Fáil             | Fianna Fáil                                                      | 10. März 1987     |
| Tipperary South      | Michael Ferris          |                     | Labour                  |                         | verstorben am 20. März 2000                                      | 10. März 1987     |
| Tipperary South      | Theresa Ahearn          |                     | Fine Gael               |                         | verstorben am 20. September 2000                                 | 29. Juni 1989     |
| Tipperary South      | Séamus Healy            |                     |                         |                         | Independent Nachwahl für Michael Ferris                          | 10. März 1987     |
| Tipperary South      | Tom Hayes               |                     |                         |                         | Fine Gael Nachwahl für Theresa Ahearn                            | 30. Juni 2001     |
| Waterford            | Austin Deasy            |                     | Fine Gael               | Fine Gael               | Fine Gael                                                        | 5. Juli 1977      |
| Waterford            | Brian O’Shea            |                     | Labour                  | Labour                  | Labour                                                           | 29. Juni 1989     |
| Waterford            | Martin Cullen           |                     | Fianna Fáil             | Fianna Fáil             | Fianna Fáil                                                      | 14. Dezember 1992 |
| Waterford            | Brendan Kenneally       |                     | Fianna Fáil             | Fianna Fáil             | Fianna Fáil                                                      | 29. Juni 1989     |
| Westmeath            | Willie Penrose          |                     | Labour                  | Labour                  | Labour                                                           | 14. Dezember 1992 |
| Westmeath            | Paul McGrath            |                     | Fine Gael               | Fine Gael               | Fine Gael                                                        | 29. Juni 1989     |
| Westmeath            | Mary O’Rourke           |                     | Fianna Fáil             | Fianna Fáil             | Fianna Fáil                                                      | 14. Dezember 1982 |
| Wexford              | John Browne             |                     | Fianna Fáil             | Fianna Fáil             | Fianna Fáil                                                      | 14. Dezember 1982 |
| Wexford              | Brendan Howlin          |                     | Labour                  | Labour                  | Labour                                                           | 10. März 1987     |
| Wexford              | Ivan Yates              |                     | Fine Gael               | Fine Gael               | Fine Gael                                                        | 30. Juni 1981     |
| Wexford              | Michael D’Arcy          |                     | Fine Gael               | Fine Gael               | Fine Gael                                                        | 26. Juni 1997     |
| Wexford              | Hugh Byrne              |                     | Fianna Fáil             | Fianna Fáil             | Fianna Fáil                                                      | 14. Dezember 1992 |
| Wicklow              | Mildred Fox             |                     | Independent             | Independent             | Independent                                                      | 29. Juni 1995     |
| Wicklow              | Joe Jacob               |                     | Fianna Fáil             | Fianna Fáil             | Fianna Fáil                                                      | 10. März 1987     |
| Wicklow              | Dick Roche              |                     | Fianna Fáil             | Fianna Fáil             | Fianna Fáil                                                      | 26. Juni 1997     |
| Wicklow              | Billy Timmins           |                     | Fine Gael               | Fine Gael               | Fine Gael                                                        | 26. Juni 1997     |
| Wicklow              | Liz McManus             |                     | Democratic Left         |                         | Labour Beitritt der Democratic Left zu Labour am 24. Januar 1999 | 14. Dezember 1992 |